# Corcubión
Corcubión es una villa, una parroquia y municipio español de la provincia de La Coruña, situado a la vera de la ría del mismo nombre. 
Según los datos del INE, en 2008 tenía una población de 1822 habitantes. Su superficie de 6,52 km² (datos del IGE), que lo hace el municipio menos extenso de toda la provincia y al mismo tiempo de los más densamente poblados. Este municipio está formado solo por dos parroquias, Corcubión y Redonda, y está atravesado por la carretera C-552 que lo comunica con los municipios limítrofes y con La Coruña a 94 km. La villa fue declarada Conjunto Histórico-Artístico en 1985.

## Geografía
Corcubión se asienta sobre una pequeña península que, con forma rectangular y rodeada por el municipio de Cee, penetra en el océano Atlántico entre la ensenada de Estorde y la ría. En este pequeño territorio los relieves más elevados rondan los 150 y 200 metros de altitud, localizándose en el centro de la península, desde donde descienden hacia el mar. En la ladera orientada al mediodía, al abrigo de los vientos y temporales, se extiende la villa de Corcubión.
La costa es fundamentalmente rocosa, con la excepción del tramo correspondiente a la ría que, por este lado, comienza en el cabo de Cee y donde, tras un sector de costa alta donde se encuentra el castillo del Cardenal, se encuentra la playa de Quenxe y a continuación el puerto de la villa. Este terreno, antes con más espacio cultivado, está recubierto principalmente por una espesa masa forestal (pino y eucalipto).

## Partido judicial
Es cabecera del Partido judicial de Corcubión, que abarca los municipios de Camariñas, Cee, Corcubión, Dumbría, Finisterre, Mugía, Vimianzo y Zas. El municipio de Carnota también se incluye en la zona electoral de Corcubión en las elecciones para la diputación provincial.

## Historia
Corcubión perteneció al condado de Traba, pero pasó más tarde a manos del Conde de Altamira. Durante la Edad Media, el pueblo era el lugar de paso obligado para los peregrinos que, tras visitar Santiago de Compostela, continuaban la ruta hasta Finisterre. Durante las luchas entre España e Inglaterra, en el siglo XVIII, los vecinos del pueblo armaron varias naves. 
En agosto de 1747, durante la Guerra del Asiento, arribó a Corcubión procedente de América el navío de línea de la Armada Española Glorioso, desembarcando en la villa un cargamento de 4 millones de pesos de plata tras haber derrotado en solitario y en enfrentamientos sucesivos a dos escuadras inglesas. El Glorioso llevó a cabo en Corcubión reparaciones de urgencia antes de partir para derrotar a otra escuadra enemiga en las proximidades del Cabo de San Vicente. Este navío sería finalmente capturado en un nuevo combate contra naves británicas tras agotar su munición. Este episodio es conocido como La carrera del Glorioso.
En el 13 y 21 de abril de 1809, los franceses, sabiendo que tanto Corcubión como el pueblo vecino de Cee se estaban preparando en su contra, atacaron la zona; la crueldad del ataque llevó a las gentes a refugiarse en el monte y el pueblo acabó tomado por las llamas. Los franceses enviaron 1000 hombres el día 13, y 2000 de infantería y 200 de caballería el día 21. El día 21 los defensores fueron ayudados por una partida de marines británicos dirigidos por un oficial naval.
En enero de 1809 los dragones franceses ya habían ocupado el pueblo, saqueando víveres y exigiendo dinero. Se pidió al Marqués de la Romana que enviase instrucciones sobre cómo reaccionar, y este les envió un correo llamado Cayetano Melgar. El servicio de espionaje francés se apercibió de esto y envió dragones el 5 de marzo a apresarlo a él y a un desertor francés que se había refugiado en el pueblo. Las mujeres del pueblo apedrearon a los dragones franceses hasta que estos se vieron obligados a irse sin los prisioneros, lo que pudo causar el posterior ensañamiento cuando los franceses volvieron en abril.
En el siglo XVIII se construye la fortaleza "Castelo do cardeal (Castillo del cardenal)" en Corcubión con la finalidad de defender la ría junto al "Castelo do príncipe (Castillo del príncipe)" del ayuntamiento de Cee.

## Parroquias
Parroquias que forman parte del municipio:
- Corcubión (San Marcos).
- Redonda (San Pedro).

## Geografía humana

### Demografía
Cuenta con una población de 1678 habitantes (INE 2024).
| Gráfica de evolución demográfica de Corcubión entre 1842 y 2021                                                       |
| |
| Población de derecho según los censos de población del INE. Población de hecho según los censos de población del INE. |

### Parroquia y villa
Gráfica demográfica de la villa de Corcubión y de la parroquia de San Marcos de Corcubión, según el INE español:
| Gráfica de evolución demográfica de Corcubión(parroquia) entre 2000 y 2018 |
|                                                                            |
| Datos según el nomenclátor publicado por el INE.                           |

## Fiestas
- San Marcos (25 de abril): San Marcos, el patrón de la villa, es sacado en procesión desde la iglesia de San Marcos por las calles de la villa. Fiesta local en Corcubión.

- San Pedro (Redonda): Romería popular, que se celebra el 29 de junio. En las cercanías de la iglesia de San Pedro de la Redonda, en el campo de San Roque, se reúnen los vecinos a comer y pasar un día de fiesta.

- La "Noite de San Xoán" en la Oliveira: El sábado anterior a la fiesta de San Juan (24 de junio), los vecinos se reúnen para hacer una sardinada y saltar las hogueras.

- La Virgen del Carmen (16 de julio): En Corcubión, pueblo históricamente pescador, se saca en procesión la patrona de los pescadores, la Virgen del Carmen.

- Feria Medieval: Se celebra el tercer fin de semana de julio durante un fin de semana, la villa se convierte por unos días en un Mercado Medieval. La gente del pueblo participa en esta fiesta vistiéndose con ropas de época y disfrutando de todos los puestos que llenan las calles del centro de la villa.

- La Virgen de las Mercedes (24 de septiembre): Fiesta de gran tradición popular en la villa, las Mercedes sirven para despedirse del verano y de los visitantes que tuvo la villa durante la temporada.